# Sindrome da rivascolarizzazione
La sindrome da rivascolarizzazione o sindrome metabolica mionefropatica è l'insieme degli effetti dannosi multiorganici che si verifica dopo avere ripristinato il flusso arterioso in un'area di tessuti affetti da ischemia acuta. È caratterizzata dal rilascio e diffusione di metaboliti tossici, come la mioglobina, il potassio e i radicali acidi provenienti ad esempio da un arto ischemico dopo la rivascolarizzazione. Tali danni posso provocare: acidosi sistemica, insufficienza renale acuta, iperkaliemia fino all'arresto cardiaco.
Se la rivascolarizzazione viene eseguita entro 12 ore dopo l'inizio dell'occlusione che porta all'ischemia, sarà raro che si possano verificare queste condizioni, in quanto il tessuto danneggiato sarà ancora limitato. Se, invece, avviene dopo 24 ore, le probabilità di complicazioni sono molto elevate. La valutazione preoperatoria della creatinina sierica e dell'azotemia sono parametri importanti per predire la prognosi.
La prevenzione dell'acidosi e l'eventuale utilizzo della emodialisi sono elementi utili a ridurre gli effetti.
Il trattamento della sindrome prevede l'emodialisi e, nei casi più gravi e coinvolgenti arti, l'amputazione chirurgica.